# Эдель, Игорь Олегович
Игорь Олегович Эдель (род. 2 января 1956) — российский политический деятель. Депутат Государственной Думы V созыва (фракция КПРФ). Член комитета Госдумы по транспорту. 12 февраля 2025 года приговорён к 12 годам колонии строгого режима и штрафу в 500 млн рублей за получение взяток в особо крупном размере.

## Биография
Был одним из руководителей компаний ООО «Железнодорожная строительная компания-1», ООО «Бэксип» (розничная торговля фруктами и овощами), генеральным директором строительной фирмы ООО «Спецстрой-Русавиа».
В 2007 году — директор ГУП Московской области по строительству, ремонту и содержанию автомобильных дорог «Раменский автодор».
В 2007 году был избран депутатом Государственной думы V созыва. Член комитета Госдумы по транспорту. В октябре 2008 года вместе с Владимиром Уласом предложил внести поправку в Уголовный кодекс, ужесточающую наказание для автоугонщиков. С 16 января 2013 года до октября 2015 года возглавлял Управление автодорог Тамбовской области (до этого заместитель Управления автодорог и транспорта Тамбовской области), после вице-губернатор Тамбовской области, до июня 2016 года, уволился по собственному желанию. С июля 2017 года — занимал должность и. о. начальника ФКУ Упрдор «Россия».
В июле 2021 года назначен на должность заместителя губернатора Ульяновской области, а в январе 2022 года — на пост первого заместителя губернатора. Он занимал этот пост до мая 2023 года.
С мая по август 2023 года — советник губернатора Ульяновской области.

### Уголовное дело
8 августа 2023 года Игорь Эдель и его бывший помощник Дмитрий Смирнов были задержаны. В то же утро был задержан мэр Димитровграда Андрей Большаков. На следующий день им было предъявлено обвинение в получении взяток в особо крупном размере. В августе 2024 года Андрей Большаков был приговорён к шести годам лишения свободы в колонии строгого режима и штрафу в размере 2,2 млн рублей.
Уголовное дело Эделя было выделено в отдельное производство. По версии следствия, он требовал от подрядчиков по госконтрактам более 695 млн рублей за своё покровительство, при этом успел получить три взятки на сумму около 118 млн рублей.
14 февраля 2025 года Ленинский районный суд Ульяновска приговорил Игоря Эделя к 12 годам колонии строгого режима, а также назначил ему штраф в 500 млн рублей.